# Shina Inoue Kan
Shina Inoue Kan, född 1899, död 1982, även kallad "Shina Inouye", "Shina Kan", och "Shinako Kan", var en japansk feminist och lärare. 
Hon var tog examen vid Japan Women's University 1921, och var professor där 1928-1968. 
Hon var Japans delegat till Pan-Pacific Women's Conference 1949. 